# علاقة ضد تناظرية

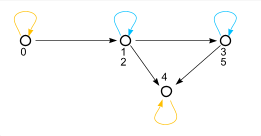

في الرياضيات، أي علاقة ثنائية R معرفة على مجموعة ما X, هي علاقة تعاكسية أو علاقة ضد تناظرية إذا تحقق ما يلي:
{\displaystyle \forall a,b\in X,\ (aRb\land bRa)\;\Rightarrow \;a=b}.